# Fertőhomok
Fertőhomok (serbocroata: Umok; alemán: Amhagen) es un pueblo húngaro perteneciente al distrito de Sopron en el condado de Győr-Moson-Sopron, con una población en 2013 de 617 habitantes.
Se conoce la existencia de la localidad desde 1274. No obstante, la localidad original fue destruida en la Edad Media y repoblada por croatas a mediados del siglo XVI. El topónimo local era Homok hasta que cambió su nombre en 1906, añadiendo una referencia al lago Fertő para diferenciarse de otras localidades homónimas del país. Actualmente es una localidad de mayoría étnica magiar pero habitada por un 17 % de croatas y un 9 % de alemanes. Muchos magiares de la localidad son en realidad descendientes de croatas que han adoptado la cultura húngara con el paso del tiempo, pues la mayoría de los ancianos locales son actualmente bilingües y el pueblo conserva numerosas tradiciones de la cultura croata.
Se ubica unos 10 km al sureste de la capital distrital Sopron. Su casco urbano está unido al del vecino pueblo de Hegykő, ubicado inmediatamente al este.